# Anapidae
Anapidae är en familj av spindlar. Anapidae ingår i ordningen spindlar, klassen spindeldjur, fylumet leddjur och riket djur. Enligt Catalogue of Life omfattar familjen Anapidae 145 arter. 

## Bildgalleri

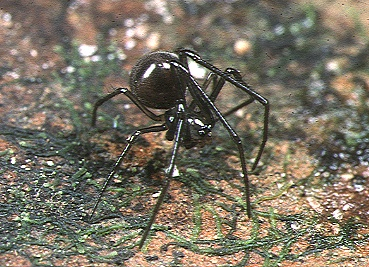
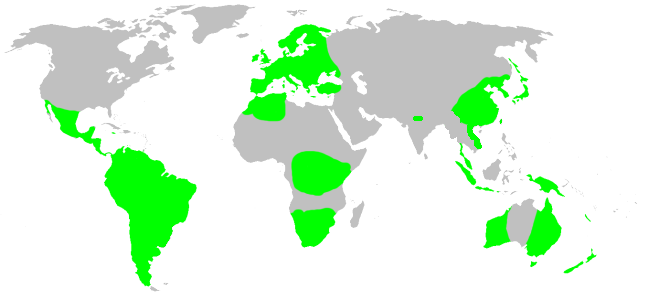
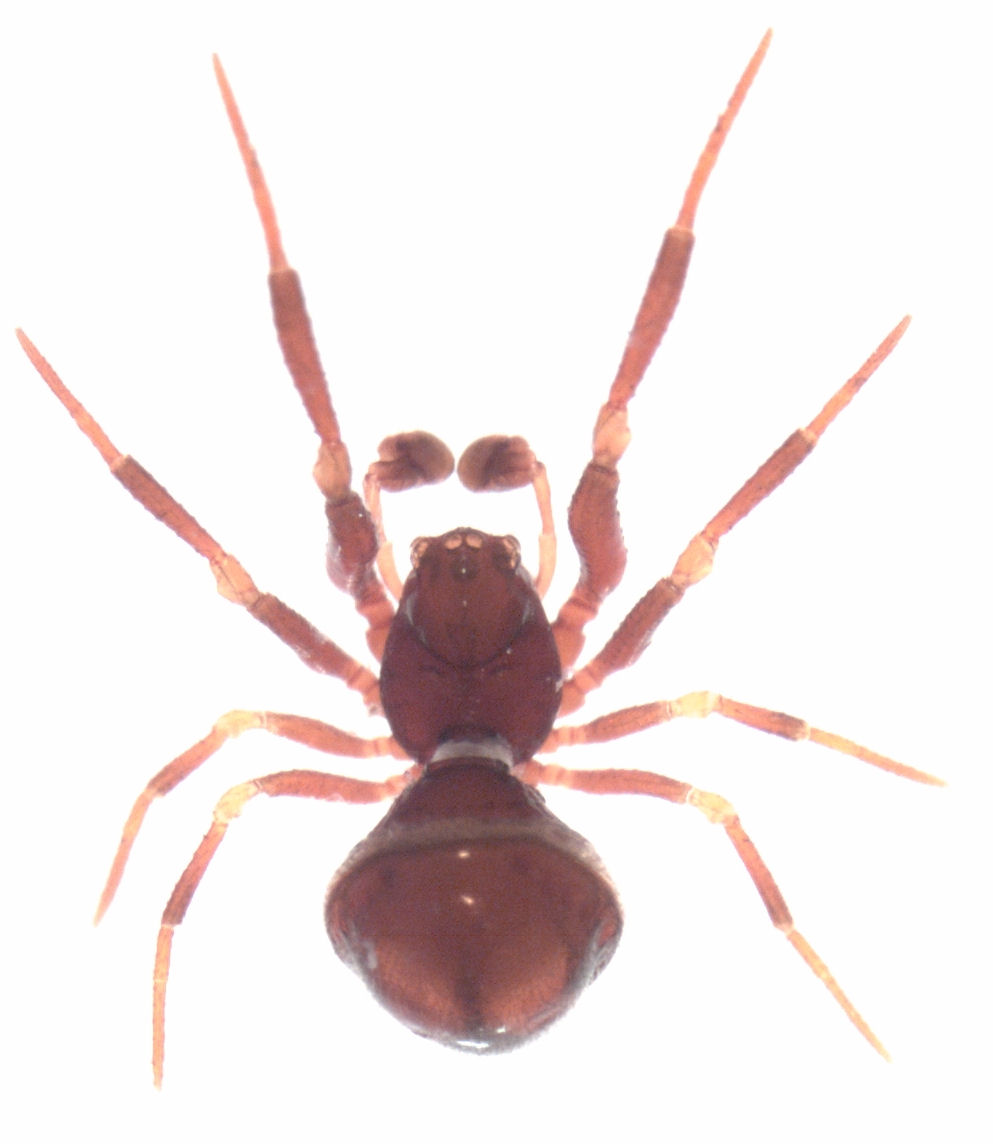

## Dottertaxa till Anapidae, i alfabetisk ordning[1]
- Anapis
- Anapisona
- Caledanapis
- Chasmocephalon
- Comaroma
- Conculus
- Crassanapis
- Crozetulus
- Dippenaaria
- Elanapis
- Enielkenie
- Forsteriola
- Gertschanapis
- Hickmanapis
- Mandanapis
- Maxanapis
- Metanapis
- Minanapis
- Montanapis
- Nortanapis
- Novanapis
- Octanapis
- Paranapis
- Pecanapis
- Pseudanapis
- Queenslanapis
- Risdonius
- Sheranapis
- Sinanapis
- Sofanapis
- Spinanapis
- Tasmanapis
- Victanapis
- Zangherella
- Zealanapis